# تاکهیکو ناکاو
تاکهیکو ناکاو (انگلیسی: Takehiko Nakao؛ زادهٔ ۵ مارس ۱۹۵۶) یک سیاست‌مدار اهل ژاپن است.